# ميكي إيفانز
ميكي إيفانز (بالإنجليزية: Mickey Evans)‏ (1 يناير 1973 ببليموث في المملكة المتحدة - ) هو لاعب كرة قدم أيرلندي في مركز الهجوم. شارك مع منتخب جمهورية أيرلندا لكرة القدم. أما مع النوادي، فقد لعب مع بلاكبيرن روفرز ونادي بريستول روفيرز ونادي بليموث أرجايل ونادي توركي يونايتد ونادي ساوثهامبتون ووست بروميتش ألبيون.

## وصلات خارجية
- ميكي إيفانز على موقع قاعدة بيانات كرة القدم.إي يو (الإنجليزية)
- ميكي إيفانز على موقع Soccerbase.com (لاعب) (الإنجليزية)
- ميكي إيفانز على موقع عالم كرة القدم.نت (الإنجليزية)